# Тюлех

Тюлех — река в России, протекает в Верхнеландеховском районе Ивановской области. Устье реки находится в 138 км по левому берегу реки Лух. Длина реки составляет 22 км, площадь водосборного бассейна — 89,7 км².
Исток реки у деревни Малахово в 7 км к юго-востоку от села Мыт. Река течёт на юго-запад, протекает деревни Малахово, Хмелино, Козицыно, Чихачёво. Впадает в Лух выше деревни Гоголи.

## Данные водного реестра
По данным государственного водного реестра России относится к Окскому бассейновому округу, водохозяйственный участок реки — Клязьма от города Ковров и до устья, без реки Уводь, речной подбассейн реки — бассейны притоков Оки от Мокши до впадения в Волгу. Речной бассейн реки — Ока.
По данным геоинформационной системы водохозяйственного районирования территории РФ, подготовленной Федеральным агентством водных ресурсов:
- Код водного объекта в государственном водном реестре — 09010301112110000033778
- Код по гидрологической изученности (ГИ) — 110003377
- Код бассейна — 09.01.03.011
- Номер тома по ГИ — 10
- Выпуск по ГИ — 0